# Willi Kaidel
Willi „Bubi“ Kaidel (bürgerlicher Name Wilhelm Kaidel; * 20. April 1912 in Schweinfurt; † 2. April 1978 ebenda) war ein deutscher Ruderer.
Bei den Olympischen Sommerspielen 1936 in Berlin-Grünau gewann er zusammen mit Joachim Pirsch im Doppelzweier die Silbermedaille. 1937 siegten die beiden bei den Europameisterschaften in Amsterdam.
Er startete für den Schweinfurter Ruder-Club Franken von 1882 und wurde 1935 deutscher Vize-Meister im Einer bei den Deutschen Meisterschaften. 1936 und 1937 gewann er zusammen mit Joachim Pirsch den deutschen Meistertitel, 1938 wurde er zusammen mit Georg von Opel Zweiter.
Sein Sohn Siegfried Kaidel war von 2008 bis 2021 Präsident des Deutschen Ruderverbandes.